# Hamblain-les-Prés
Hamblain-les-Prés és un municipi francès situat al departament del Pas de Calais i a la regió dels Alts de França. L'any 2007 tenia 481 habitants.

## Demografia

### Població
El 2007 la població de fet de Hamblain-les-Prés era de 481 persones. Hi havia 167 famílies de les quals 32 eren unipersonals (8 homes vivint sols i 24 dones vivint soles), 52 parelles sense fills, 75 parelles amb fills i 8 famílies monoparentals amb fills.
La població ha evolucionat segons el següent gràfic:
Habitants censats

### Habitatges
El 2007 hi havia 184 habitatges, 173 eren l'habitatge principal de la família, 4 eren segones residències i 7 estaven desocupats. 178 eren cases i 3 eren apartaments. Dels 173 habitatges principals, 154 estaven ocupats pels seus propietaris, 14 estaven llogats i ocupats pels llogaters i 5 estaven cedits a títol gratuït; 4 tenien dues cambres, 16 en tenien tres, 29 en tenien quatre i 124 en tenien cinc o més. 140 habitatges disposaven pel capbaix d'una plaça de pàrquing. A 71 habitatges hi havia un automòbil i a 81 n'hi havia dos o més.

### Piràmide de població
La piràmide de població per edats i sexe el 2009 era:
| Homes | Edats   | Dones |
| ----- | ------- | ----- |
| 0     | 95 o +  | 0     |
| 0     | 90 a 94 | 0     |
| 0     | 85 a 89 | 0     |
| 0     | 80 a 84 | 4     |
| 0     | 75 a 79 | 4     |
| 8     | 70 a 74 | 4     |
| 12    | 65 a 69 | 16    |
| 4     | 60 a 64 | 8     |
| 12    | 55 a 59 | 12    |
| 16    | 50 a 54 | 24    |
| 32    | 45 a 49 | 4     |
| 28    | 40 a 44 | 36    |
| 8     | 35 a 39 | 4     |
| 12    | 30 a 34 | 12    |
| 24    | 25 a 29 | 20    |
| 16    | 20 a 24 | 28    |
| 20    | 15 a 19 | 24    |
| 28    | 10 a 14 | 12    |
| 8     | 5 a 9   | 16    |
| 8     | 0 a 4   | 8     |

## Economia
El 2007 la població en edat de treballar era de 330 persones, 225 eren actives i 105 eren inactives. De les 225 persones actives 210 estaven ocupades (112 homes i 98 dones) i 15 estaven aturades (8 homes i 7 dones). De les 105 persones inactives 30 estaven jubilades, 35 estaven estudiant i 40 estaven classificades com a «altres inactius».

### Ingressos
El 2009 a Hamblain-les-Prés hi havia 181 unitats fiscals que integraven 482,5 persones, la mediana anual d'ingressos fiscals per persona era de 17.166 €.

### Activitats econòmiques
Dels 11 establiments que hi havia el 2007, 1 era d'una empresa alimentària, 2 d'empreses de construcció, 2 d'empreses de comerç i reparació d'automòbils, 1 d'una empresa de transport, 3 d'entitats de l'administració pública i 2 d'empreses classificades com a «altres activitats de serveis».
Dels 3 establiments de servei als particulars que hi havia el 2009, 1 era un electricista i 2 perruqueries.
L'any 2000 a Hamblain-les-Prés hi havia 8 explotacions agrícoles.

## Equipaments sanitaris i escolars
El 2009 hi havia una escola elemental integrada dins d'un grup escolar amb les comunes properes formant una escola dispersa.

## Poblacions més properes
El següent diagrama mostra les poblacions més properes.